# アビハイ・ロンツキ
アビハイ・ロンツキ（ヘブライ語: אביחי רונצקי、1951年10月1日 - 2018年4月1日）は、イスラエルの軍人、ラビ。

## 来歴
ハイファで無宗教の両親との間に生まれる。しかし、ロンツキは神学校で宗教的な教育を受け、1969年にイスラエル国防軍入隊。従軍ラビとして2010年までの長きにわたって軍人生活を送る。退役時の階級は准将。
軍を退役した2012年3月現在、ロンツキは次のイスラエル国会総選挙に備え、急進右翼政党「国家統一党」と「ユダヤ人の家」を統合した新しい政党のトップになり、政治家になるのではないかという報道がなされた。
2018年4月1日、イタマールにて直腸癌の為に亡くなった。66歳没。

## ガザ戦争での彼の行いについて
2008年末から2009年初頭にかけて行なわれたガザ戦争で、当時従軍ラビ総長だったロンツキは、イスラエル国防軍兵士や士官たちに戦時の合間にトーラーを毎日学習させるための教科書を作成した。
この行動は物議をかもした。何故なら、イスラエル国防軍は元来宗教との分離を公式方針としており、彼の行いはイスラーム過激派が毎日クルアーンを学習し、ジハードへと身を投じるのと違いがないとされたためである。